# Тета Козерога
Те́та Козеро́га (лат. Theta Capricorni) — звезда, которая находится в созвездии Козерога на расстоянии приблизительно 158 световых лет от нас. Это карлик класса A главной последовательности.
Звезда также имеет собственное название: Дорсум (лат. Dorsum), что в переводе означает «спина». Это название объясняется тем, что на рисунке созвездия звезда находится на спине Козерога.